# Cathédrale de la Sainte-Trinité du Pirée
La Cathédrale de la Sainte-Trinité (grec moderne : Μητροπολιτικός Ναός Αγίας Τριάδας) est une cathédrale orthodoxe située dans la ville du Pirée, dans la région métropolitaine d'Athènes, en Grèce. Elle constitue la cathédrale ou le siège épiscopal de la métropole du Pirée. La cathédrale est dédiée à la Sainte-Trinité,.

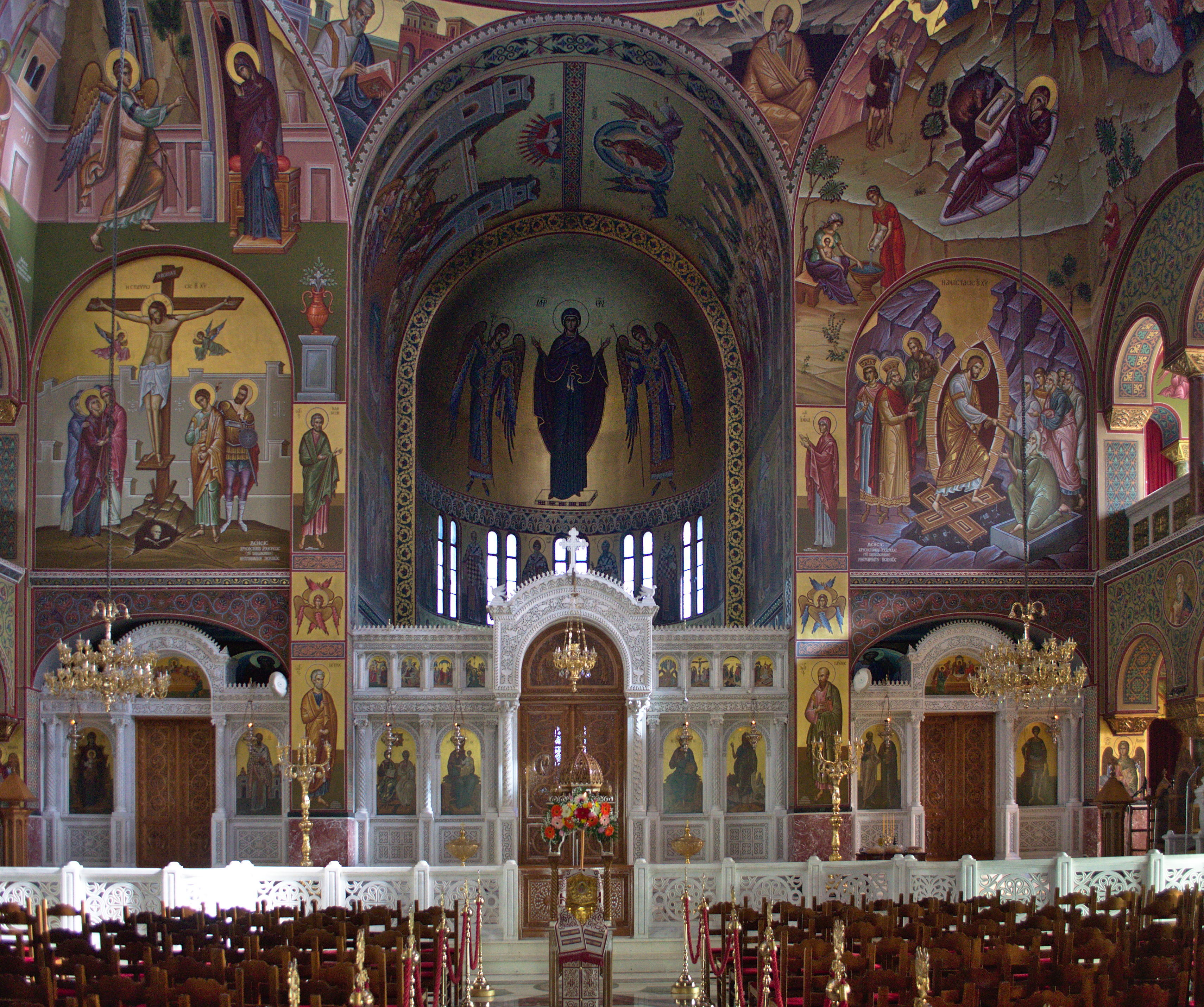
Vue de l'intérieur de la cathédrale.

La toute première église sur le site est construite entre 1839 et 1845. Cette dernière est détruite lors des bombardements du port du Pirée par les Alliés le 11 janvier 1944. Peu de temps après, une église temporaire est construite, laquelle est utilisée, par la suite, pendant une période de 12 ans. La construction de la nouvelle cathédrale commence en 1956 et elle est inaugurée le 17 mai 1964, bien que les travaux ne soient achevés que plus tard.
La cathédrale est située dans le centre-ville du Pirée, à l'angle de deux rues principales, aux abords du port autonome. L'édifice est un exemple typique de l'architecture néo-byzantine. La cathédrale est dotée d'un clocher, ainsi que d'un dôme de grande taille soutenu par des voûtes et huit grandes arches. L'iconostase est en marbre. Les icônes de la cathédrale sont des exemples typiques des écoles macédonienne et crétoise. L'intérieur de la cathédrale couvre une superficie de 835 mètres carrés et peut accueillir plus de 3 000 personnes,,.